# Radio Rennes
Radio Rennes est une radio locale créée en 1981 considérée comme une des plus anciennes radios libres encore en activité en Bretagne. Elle émet sur le bassin rennais sur la fréquence 100,8 MHz, dans un rayon de 50 km autour de Rennes. 

## Histoire
La station est fondée entre mai et juin 1981 par Gaby Aubert, alors gérant d'un café-théâtre dans le centre de Rennes. À ses débuts, la radio est composée d'une quarantaine de bénévoles, émettant sur les ondes entre 8 h et 4 h du matin, avec des programmes orientés autour de la culture,. 
En 2003, la radio compte 4 salariés et 23 bénévoles et est hébergée gracieusement par les galeries Lafayette pendant près de 30 ans, permettant de maîtriser ses coûts,. En 2021, la radio fête ses 40 ans d'existence et est une des dernières radio indépendante encore en activité en Bretagne.

## Programmation
La radio diffuse principalement des chansons de rock francophone, de jazz, de blues, musiques traditionnelles celtiques et de la musique du monde. En outre, certaines émission parle de cinéma, de littérature, de concerts, de petites annonces et d'informations locales.
Radio Rennes diffuse également les bulletins d'informations de Radio France internationale toutes les heures.
Depuis 1993, la radio est établie en association avec 21 autres radios. Chaque mois sont mis en valeur 35 artistes francophones reflétant les playlists de ces radios. 
Une lettre d'information est également publiée tous les deux mois : la Lettre Quota, qui contient des interviews, des informations professionnelles, des brèves et la publication du classement.